# Winklepicker

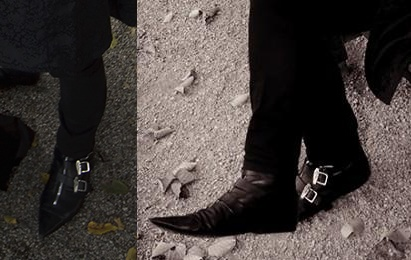
Un paio di moderne winklepicker

Le winklepicker o pikes sono un tipo di calzatura, sia di scarpa che di stivaletto, a punta, di pelle o di velluto nate negli anni cinquanta ma diventate molto note negli anni sessanta, indossate prima quasi soltanto da uomini, e poi anche dalle donne. La particolarità che dà loro questo nome è data dalla punta della scarpa, molto affusolata e lunga, che riprende la forma delle calzature medievali e delle scarpe e stivali indossate dalle donne oggigiorno. L'estremità a punta veniva chiamata winkle picker toe (letteralmente il dito che fa uscire la lumaca) perché in Gran Bretagna le lumache di mare venivano punte con un ago o un oggetto appuntito per farle uscire fuori dal guscio.

## Storia

### Le origini
Gli stivaletti winklepicker facevano parte del vestiario tradizionale dei cosiddetti "Teddy Boys". Gli stivaletti maschili erano fatti di pelle e materiale elastico e avevano inizialmente un tacco piatto di cinque centimetri, poi anche di sei-sette centimetri. La scarpa aveva invece dai tre ai cinque centimetri di tacco. In seguito divennero un accessorio irrinunciabile, nella loro versione femminile, anche per le "Teddy Girls".

### Anni '60
All'inizio degli anni sessanta la punta delle winklepicker era molto in voga tra i modernisti. La punta della scarpa divenne più corta anche se in Gran Bretagna la punta molto lunga resistette più che altrove e fece nascere la moda delle scarpe a punta sia maschili che femminili. Comunque, le winklepicker con la tradizionale punta lunga e molto affusolata tornarono di moda tra la fine degli anni settanta e l'inizio degli anni ottanta sia come calzature vintage originali degli anni '50 (nuove ed usate) che produzioni contemporanee e copie quando cominciarono ad essere nuovamente vendute a Londra, in negozi come il Kensington Market e il Chelsea's Great Gear Market, e venivano indossate nei movimenti mod, rockabilly, punk e in seguito dai nostalgici del rock and roll e nella scena gotica, dove sono generalmente conosciuti come "pikes".
Le winklepicker con il tacco a spillo, per le donne, nascono a metà degli anni sessanta in Gran Bretagna dove ebbero un successo clamoroso e teoricamente erano indossate da quasi tutte le donne che portavano i tacchi. La maggior parte veniva fabbricata in Italia, ma quelle fatte artigianalmente, specialmente quelle di Stan's Shoes of Battersea, erano quelle più estreme, con forme esasperate. L'altezza del tacco variava dai quattro ai dodici centimetri anche se il tacco più comune era di sette-dieci centimetri. Negli anni '60 la punta era leggermente piegata e più lunga (sebbene fosse già accorciata in confronto col modello maschile degli anni '50), rispetto alle scarpe a punta successiva, che hanno avuto delle punte più dritte e spesse, e meno lunghe.
Questa calzatura raggiunse la notorietà anche grazie al fatto che veniva indossata nelle faide tra bande (a volte da entrambi i sessi), anche se sembra che le risse fossero enfatizzate molto dall'immaginazione dei giornalisti. Infatti le winklepicker sembrano letali a causa della punta lunga e affilata, ma la delicatezza dei materiali avrebbe fatto sì che la scarpa si deformasse facilmente se usata per tirare calci; inoltre il prezzo e la ricercatezza della scarpa era troppo elevato per far sì che venisse usata come "arma".
Sembra che fosse pratica comune, tra le giovani donne nell'epoca della liberazione sessuale, usare questa scarpa a punta per sorprendere e forse imbarazzare i loro uomini, stimolando i loro genitali sotto i tavoli in posti pubblici. Effettivamente nel XIV e il XI secolo, le lunghe scarpe a punta maschili chiamate poulaines venivano usate dagli uomini, per fare la stessa cosa alle donne; una pratica che venne rivisitata dagli uomini che indossavano le winklepicker negli anni '60 e in seguito.

### Diffusione successiva
Tra la fine del XX  e l'inizio del XXI secolo le winklepicker sono popolari nelle sottoculture punk e goth dove vengono chiamate "pikes" e spesso sono indossate con jeans aderenti in modo da far vedere le fibbie. Vengono indossate da molti gruppi musicali, come i Neils Children ed i Klaxons. Anche il comico inglese Noel Fielding le indossa spesso. La punta è meno lunga rispetto alle winklepicker vere e proprie.